# 디어 프렌즈
디어 프렌즈(ディア フレンズ: Dear Friends)는 일본에서 제작된 모로사와 카즈유키 감독의 2007년 드라마 영화이다. 키타가와 케이코 등이 주연으로 출연하였다.

## 출연

### 주연
- 키타가와 케이코
- 모토카리야 유이카
- 오스기 렌
- 오타니 나오코

### 조연
- 코이치 만타로
- 미야자키 요시코
- 마츠시마 하츠네